# 刘绍浩
刘绍浩（1921年—？），男，山东莱阳人，中国普外科专家，曾任西安医科大学教授、博士生导师。